# محمد عيساوي
محمد عيساوي- رياضي بارالمبي من الجزائر، يشارك بشكل أساسي في سباقات المسافة المتوسطة من الفئة T46 .

## ألعاب القوى

### الألعاب البارالمبية
شارك عيساوي في سباقات 800 متر و1500 متر و5000 متر في كل من دورة الألعاب البارالمبية الصيفية عامي 2000 و2004م، واستطاع الفوز بالميدالية البرونزية في سباق 1500 متر T46 في أثينا عام 2004. كما شارك في سباق 1500 متر في دورة الألعاب البارالمبية الصيفية 2008م ، والتي أقيمت في بكين بالصين، لكنه لم يتمكن إلا من إنهاء السباق في المركز السابع.

## المشاركات الرياضية
شارك عيساوي بجانب مشاركاته في الدورات البارالمبية، في بطولة العالم لألعاب القوى لذوي الإعاقة، والجدول التالي يوضح هذه المشاركات والميداليات التي حصل عليها عيساوي
| م | الحدث الرياضي                          | العام | البلد              | الرياضة                                                             | النتائج                                   |
| - | -------------------------------------- | ----- | ------------------ | ------------------------------------------------------------------- | ----------------------------------------- |
| 1 | بطولة العالم لألعاب القوى لذوي الإعاقة | 1998  | برمنجهام- بريطانيا | سباق 800 متر رجال T46 سباق 1500 متر رجال T46 سباق 5000 متر رجال T46 | فضية فضية المركز الرابع                   |
| 2 | دورة الألعاب البارالمبية الصيفية       | 2000  | سيدني- أستراليا    | سباق 800 متر رجال T46 سباق 1500 متر رجال T46 سباق 5000 متر رجال T46 | المركز الخامس المركز الرابع المركز الثامن |
| 3 | بطولة العالم لألعاب القوى لذوي الإعاقة | 2002  | فيلنوف داسك- فرنسا | سباق 800 متر رجال T46 سباق 1500 متر رجال T46                        | المركز الخامس المركز الرابع               |
| 4 | دورة الألعاب البارالمبية الصيفية       | 2004  | أثينا- اليونان     | سباق 800 متر رجال T46 سباق 1500 متر رجال T46 سباق 5000 متر رجال T46 | المركز السابع برونزية المركز السابع       |
| 5 | دورة الألعاب البارالمبية الصيفية       | 2008  | بكين- الصين        | سباق 1500 متر رجال T46                                              | المركز السابع                             |